# Ander Iturraspe
Ander Iturraspe Derteano (* 8. März 1989 in Abadiño) ist ein spanischer Fußballspieler, der zwischen 2009 und 2020 in der Erstligisten aktiv war.

## Karriere

### Vereine
Iturraspe begann seine Karriere in der Jugendmannschaft von CP Matiena, ehe er 1999 in die Jugendmannschaft von Athletic Bilbao wechselte. 2007 rückte er in den Kader der zweiten Mannschaft auf, wurde jedoch für eine Saison über ein Ausleihgeschäft an den Drittligisten CD Baskonia abgegeben. Nach Ende der Leihfrist und nach 30 Ligaspielen, in denen er ein Tor erzielte, kehrte er im darauffolgenden Jahr nach Bilbao zurück. Von Juli bis Dezember 2008 (auch nochmal in der Saison 2009/10) kam er für Athletic Bilbao II in der 2. Liga zum Einsatz und rückte zum Jahresbeginn in die erste Mannschaft auf. Sein Debüt in der Primera División – noch als Zweitligaspieler – gab er bereits am 14. September 2008 (2. Spieltag) beim torlosen Remis im Auswärtsspiel gegen den FC Málaga; in der 75. Minute wurde er für Ion Vélez ausgewechselt. Sein erstes Ligator erzielte er am 28. August 2011 (2. Spieltag) beim 1:1-Unentschieden im Heimspiel gegen Rayo Vallecano mit dem Führungstreffer in der 56. Minute.
Durch den Finaleinzug um den Copa del Rey qualifizierte sich der Verein für die Europa League. Dort gab Iturraspe am 20. August 2009 sein Debüt auf europäischer Klubebene. Im Europa-League-Qualifikationsspiel, beim 3:2-Sieg gegen den norwegischen Vertreter Tromsø IL wurde er in der 80. Minute für Francisco Yeste eingewechselt. Durch einen sechsten Platz in der Primera División 2010/11 qualifizierte er sich mit Athletic auch für die Europa League 2011/12. Dort erreichte Iturraspe mit seinem Klub nach Siegen u. a. über Manchester United, den FC Schalke 04 und Sporting Lissabon das Finale des Europapokals, unterlag im Endspiel jedoch Atlético Madrid.
Iturraspe spielte bis 2019 bei Athletic Bilbao, nach einen Abschiedsspiel wechselte er dann für die Saison 2019/20 zu Espanyol. Er machte dort noch 8 Einsätze und beendete dann sein Karriere.

### Nationalmannschaft
Am 30. Mai 2014 debütierte Iturraspe in der A-Nationalmannschaft, die in Sevilla im Test-Länderspiel gegen die Auswahl Boliviens mit 2:0 gewann.

## Persönliches
Sein Bruder Gorka (* 1994) ist ebenfalls Fußballspieler.